# Треугольник (Секретные материалы)
«Треугольник» (англ. «Triangle») — 3-й эпизод 6-го сезона сериала «Секретные материалы», главные герои которого, агенты ФБР Фокс Малдер (Дэвид Духовны) и Дана Скалли (Джиллиан Андерсон), расследуют сложно поддающиеся научному объяснению преступления
В данном эпизоде Малдер отправляется на поиски круизного лайнера класса «люкс», потерявшегося в начале Второй Мировой войны в Бермудском треугольнике. Очнувшись вытащенным из воды, Малдер понимает, что переместился во времени в 3 сентября 1939 года. Ситуация усугубляется тем, что корабль захватили нацисты, которые ищут на борту т. н. Молот Тора — реликвию, которая должна помочь гитлеровцам победить в войне. На борту Малдер встречает знакомых людей в не столь привычном для него виде. Эпизод принадлежит к типу «Монстр недели» и не связан с основной «мифологией сериала», заданной в первой серии.
Премьера эпизода состоялась 22 ноября 1998 года на телеканале FOX. В США серия получила рейтинг домохозяйств Нильсена, равный 10,8, который означает, что в день выхода серию посмотрели 18,2 миллиона человек. От критиков эпизод получил положительные отзывы

## Сюжет
После свирепого шторма в Саргассовом море Малдера вылавливают враждебно настроенные моряки. Придя в себя, он понимает, что находится на борту корабля «Королева Анна» (английский роскошный лайнер, исчезнувший в 1930-е годы) во время Второй Мировой Войны. Доставленный к капитану судна Иипу Харбургу, Малдер пробует объяснить, что война закончена, и что корабль застрял в некотором искажении времени, называемом Треугольник Дьявола, на 50 лет. Никто не верит Малдеру, и команда хочет покончить с ним.
Вдруг поступает сообщение, что лайнер захвачен нацистскими солдатами. Нацисты полагают, что на лайнере находится «Молот Тора» (по их предположениям, это атомная бомба). Малдер вводит их в заблуждение, утверждая, будто «Молот Тора» — это ученый, который может сделать её, и нацисты направляют судно в Германию, надеясь использовать технологию, чтобы выиграть войну. Сам учёный путешествует с женщиной, которая выглядит так же, как и Скалли. Малдер доверяется ей, так как она сильно напоминает ему его напарницу, он говорит «Скалли», что она должна направить судно обратно и спасти будущее. Если она этого не сделает, то немцы выиграют войну, и в конце концов, они сами просто не будут существовать. «Скалли» сконфужена и не знает, что ей делать, но Малдер не может ждать, так как ему надо вернуться в свое время. Понимая, что ему не представится другого случая, он целует «Скалли», и она отвечает ему сильным ударом в челюсть, после чего Малдер прыгает за борт.
Тем временем Одинокие Стрелки приходят к Скалли в ФБР и сообщают ей об исчезновении Малдера. Она просит Скиннера помочь получить со спутника информацию о местонахождении исчезнувшего судна. Получив необходимые сведения, Стрелки и Скалли отправляются к месту, где исчез Малдер, находят судно и спасают Малдера. В больнице его посещают Одинокие Стрелки, Скалли и Скиннер. Придя в сознание, Малдер пытается объяснить, что случилось, но они не верят ему. Все желают ему быстрого выздоровления и уходят. Скалли он просит остаться и признаётся ей в любви. Она думает, что он действительно сошел с ума. Она очень тихо говорит «о, боже» и уходит. Но после её ухода Малдер чувствует оплеуху на лице, полученную им от «Скалли», и понимает, что это было на самом деле.